# Xã Ridgeley, Quận Dodge, Nebraska
Xã Ridgeley (tiếng Anh: Ridgeley Township) là một xã thuộc quận Dodge, tiểu bang Nebraska, Hoa Kỳ. Năm 2010, dân số của xã này là 168 người.